# Cookie Jar
#Cookie Jar (Hasztag Cookie Jar) – pierwszy japoński minialbum południowokoreańskiej grupy Red Velvet, wydany 4 lipca 2018 roku przez wytwórnię Avex Trax. Został wydany w dwóch edycjach: regularnej i limitowanej. Album osiągnął 3 pozycję w rankingu Oricon i pozostał na liście przez 10 tygodni, sprzedał się w nakładzie 30 386 egzemplarzy.

## Lista utworów
| CD | CD                                 | CD                                         | CD | CD      |
| Nr | Tytuł utworu                       | Tekst                                      | Muzyka | Długość |
| -- | ---------------------------------- | ------------------------------------------ | --- | ------- |
| 1. | „#Cookie Jar”                      | MEG.ME                                     | Efraim Faramir Sixten, Fransesco Vindalf, Cederqvist Leo, JFMee, Gavin Jones, Saima Iren, Mian, Ronny Vidar Svendsen, Anne Judith Wik, Nermin Harambasic | 3:33    |
| 2. | „Aitai-tai”                        | H.Toyosaki, MonoTree                       | MonoTree | 3:14    |
| 3. | „’Cause It’s You”                  | Agehasprings                               | Anne Judith Wik, Ronny Vidar Svendsen, Nermin Harambasic, Jin Suk Choim Justin Steinm Park Geun-tae                                                      | 2:59    |
| 4. | „Dumb Dumb” (Japanese ver.)        | Seo Ji-eum, Kim Dong-hyun, Hidenori Tanaka | LDN Noise, Taylor Parks, Deanna Dellacioppa | 3:22    |
| 5. | „Russian Roulette” (Japanese ver.) | Jo Yun-gyeong, Hajime Watanabe             | Albi Albertsson, Belle Humble, Markus Lindell | 3:31    |
| 6. | „Red Flavor” (Japanese ver.)       | Kenzie, Kami Kaoru                         | Daniel Caesar, Ludwig Lindell | 3:11    |

## Listy przebojów
| Lista                       | Pozycja |
| --------------------------- | ------- |
| Oricon Weekly Albums Chart  | 3       |
| Oricon Monthly Albums Chart | 13      |
| Billboard Japan Hot Albums  | 4       |
| Billboard World Albums      | 13      |
| Five Music (Tajwan)         | 13      |